# Peter Čögley
Peter Čögley (* 11. srpna 1988, Trenčín, Československo) je slovenský fotbalový obránce, od září 2017 hráč klubu FK AS Trenčín. Mimo Slovensko působil na klubové úrovni v České republice.

## Klubová kariéra
Je odchovancem FK AS Trenčín, kde se v roce 2006 dostal přes mládež do prvního týmu. V závěru sezóny 2012/13 měl zdravotní problémy s meniskem, po jejím skončení absolvoval operaci.
S Trenčínem se představil v Evropské lize UEFA 2014/15.
V sezóně 2014/15 vyhrál s týmem slovenský fotbalový pohár, ve finále se představil proti mužstvu FK Senica, zápas se rozhodl až v penaltovém rozstřelu. Zároveň se stal ve stejném ročníku mistrem Fortuna ligy a mohl slavit zisk double.

V září 2015 odmítl nabídku na prodloužení smlouvy s Trenčínem a klub opustil.
8. ledna 2016 podepsal půlroční smlouvu v pražském klubu Bohemians 1905, byla to jeho první změna klubu a zároveň první zahraniční angažmá. V Bohemians pravidelně nastupoval (odehrál celkem 12 ligových utkání), na konci sezóny však změnil dres.

V létě 2016 se totiž vrátil zpět na Slovensko a to do klubu FC Spartak Trnava. Zde účinkoval do konce srpna roku 2017. Poté přestoupil do AS Trenčín, kde již v minulosti působil.

## Reprezentační kariéra
21. srpna 2015 jej trenér Ján Kozák zařadil do širší nominace A-mužstva Slovenska pro reprezentační sraz.